# Nicholas Geōrgiadīs
Nicholas Geōrgiadīs (in greco Νίκος Γεωργιάδης?; Atene, 14 settembre 1923 – Londra, 10 marzo 2001) è stato uno scenografo, costumista e pittore greco.

## Biografia
Nicholas Geōrgiadīs studiò architettura all'Università tecnica nazionale di Atene e dopo la laurea nel 1946 ottenne una borsa di studio per perfezionarsi all'Università Columbia di New York. Nel 1953, dopo aver ottenuto una borsa di studio dal British Council, si trasferì a Londra per studiare pittura e scenografia alla Slade School of Fine Art. Dopo aver vinto un importante premio alla Slade School, Georgiadis fu notato da Ninette de Valois, che lo volle come scenografo per la stagione del Royal Ballet al Teatro Sadler's Wells. Qui ebbe inizio il proficuo sodalizio artistico con Kenneth McMillan, destinato a durate quattro decenni. Per McMillan, Georgiadis disegnò scenografie e/o costumi per allestimenti di grande successo di balletti come Romeo e Giulietta (1966), L'histoire de Manon (1974), Mayerling (1978) e Il principe delle pagode (1989). Molti degli allestimenti con scenografie o costumi di Geōrgiadīs sono rimasti nel repertorio del Royal Ballet, oltre ad essere ancora portati in scena regolarmente da compagnie di danza di alto profilo in tutto il mondo. Molto proficuo fu anche il sodalizio artistico con Rudol'f Nureev, che volle Geōrgiadīs come costumista e coreografo di diverse delle sue coreografie, tra cui quelle per La bella addormentata (1966), Lo schiaccianoci (1968) e Don Chisciotte (1979). Nel 1983 vinse l'Evening Standard Theatre Awards per le sue scenografie e costumi nei balletti The Tempest ed Orpheus.
Per quanto la sua carriera teatrale fu indissolubilmente legata al balletto, Geōrgiadīs lavorò anche in campo operistico, nel teatro di prosa e, in un paio di occasioni, per il cinema. Per la Royal Opera House curò scenografie e costumi dell'Aida nel 1968 e Les Troyens nel 1969, mentre altre incursioni nel mondo dell'opera includono Medea (Francoforte, 1971), Anna Bolena (Atene, 1976), La clemenza di Tito (Aix-en-Provence, 1988), Adriana Lecouvreur (Atene, 1992) e La traviata (Atene, 1995). Per le scene britanniche curò anche i costumi e le scenografie di opere di prosa di successo come Zio Vania (Bristol, 1955), Lisistrata (Oxford, 1957), Giulio Cesare (Old Vic, 1962), Antonio e Cleopatra (Edinburgh Fringe, 1977) e Tutto per amore (Edimburgo, 1977), mentre nella natia Atene firmò scenografie e abiti di scena per i drammi di Pirandello Come tu mi vuoi (1986) e Vestire gli ignudi (1989). Per il grande schermo disegnò i costumi de Le troiane e gli abiti di scena indossati dai ballerini in Nijinsky. Per quanto l'attività pittorica non ottenne lo stesso successo di quella teatrale, i dipinti di Geōrgiadīs sono stati esposti in mostre a Londra, Zurigo e diverse città italiane, oltre ad apparire in due mostre interamente dedicate a lui ad Atene nel 1964 e nel 1975; un suo quadro fu esposto anche alla XXXIII Esposizione internazionale d'arte in occasione della Biennale di Venezia.  Il suo ultimo lavoro pochi mesi prima della morte fu la creazione di scenografie e costumi per le Baccanti di Euripide in una tournée che ha toccato numerose città, tra cui Tripoli, Salonicco, Atene e Larissa.

## Filmografia

### Costumista
- Le troiane (The Trojan Women), regia di Michael Cacoyannis (1971)
- Nijinsky, regia di Herbert Ross (1980)